# Inspektorat Białostocki Armii Krajowej
Inspektorat Białostocki Armii Krajowej – terenowa struktura Okręgu Białystok AK
W okresie od października 1944 roku do stycznia 1945 roku stanowisko inspektora zajmował Aleksander Rybnik. Wymieniony oficer od 10 grudnia 1943 pełnił obowiązki komendanta Obwodu Białystok Powiat.

## Skład organizacyjny
Organizacja w 1944:
- Komenda Inspektoratu
- Obwód Białystok Miasto (od września 1944 jako inspektorat)
- Obwód Białystok Powiat
- Obwód Sokółka

## Tradycje
1 marca 2017 roku, w ramach obchodów Narodowego Dnia Pamięci „Żołnierzy Wyklętych”, Minister Obrony Narodowej Antoni Macierewicz nakazał 1 Podlaskiej Brygadzie Obrony Terytorialnej przejąć i z honorem kultywować tradycje oddziałów bojowych Inspektoratu Białostockiego AK:
- 42 pułku piechoty Armii Krajowej,
- 10 pułku Ułanów Litewskich.